# Amadou Sy Savané
Amadou Sy Savané (né le 16 mai 1974) est un sprinter guinéen. Il a participé au 200 mètres masculin aux Jeux olympiques d'été de 1992. Son frère aîné Mohamed Sy Savané est un coureur de demi-fond olympique.